# Evviva!
| Recensione | Giudizio |
| ---------- | -------- |
| Newsic     | 6,90/10  |
| Rockol     | 7/10     |

Evviva! è il trentaduesimo album in studio del cantante Italiano Gianni Morandi, pubblicato il 3 marzo 2023 dalla Sony Music. È il quarantunesimo album della sua carriera (di cui sei album dal vivo).

## Tracce
1. Evviva! (feat. Jovanotti) – 3:12 (Lorenzo Cherubini)
2. Anna della porta accanto – 4:08 (testo: Lorenzo Cherubini – musica: Lorenzo Cherubini, Riccardo Onori, Christian Rigano)
3. Apri tutte le porte – 3:43 (testo: Lorenzo Cherubini – musica: Lorenzo Cherubini, Riccardo Onori)
4. Un milione di piccole tempeste – 3:33 (testo: Diego Mancino, Daniele Coro, Federica Camba, Virginio Simonelli – musica: Diego Mancino, Daniele Coro)
5. La ola – 3:00 (testo: Lorenzo Cherubini – musica: Lorenzo Cherubini, Riccardo Onori)
6. L'allegria – 3:25 (Lorenzo Cherubini)
7. Fatti rimandare dalla mamma a prendere il latte (feat. Sangiovanni) – 2:27 (Franco Migliacci, Luis Enrique Bacalov)
8. Stasera gioco in casa – 3:08 (Paolo Antonacci, Davide Simonetta)

## Classifiche
| Classifica (2023) | Posizione massima |
| ----------------- | ----------------- |
| Italia            | 17                |